# Jaroslav Olejár
Jaroslav Olejár (* 29. srpna 1959) je bývalý slovenský fotbalový brankář.

## Fotbalová kariéra
Se Spartou získal v letech 1984 a 1985 dvakrát mistrovský titul. V evropských pohárech nastoupil celkem ve 13 utkáních. Za Spartu nastoupil ve všech 8 utkáních v Poháru UEFA 1983/84 a v 1 zápase v PMEZ 1984/85. Za 1. FC Košice odchytal všechna 4 utkání v PVP 1993/94. V československé lize nastoupil v 18 utkáních, ve slovenské lize nastoupil ve 14 utkáních.
S mužstvem 1. FC Košice triumfoval ve finále 33. (posledního) ročníku Československého poháru, které se hrálo v neděli 6. června 1993 na hřišti Tatranu Poštorná před 6 000 diváky. Druholigoví košičtí fotbalisté v něm překvapivě porazili novopečeného mistra ligy Spartu Praha, senzací pak byl rozdíl 4 branek – 5:1.

## Ligová bilance
| Ročník                                      | Zápasy | Góly | Klub                          |
| ------------------------------------------- | ------ | ---- | ----------------------------- |
| 1. slovenská národní fotbalová liga 1981/82 | 23     | 0    | Slavoj Poľnohospodár Trebišov |
| 1. slovenská národní fotbalová liga 1982/83 | 17     | 0    | Slavoj Poľnohospodár Trebišov |
| 1. československá fotbalová liga 1983/84    | 15     | 0    | Sparta Praha                  |
| 1. československá fotbalová liga 1984/85    | 3      | 0    | Sparta Praha                  |
| 1. slovenská národní fotbalová liga 1985/86 | 21     | 0    | ZŤS Košice                    |
| 1. slovenská národní fotbalová liga 1986/87 | 29     | 0    | ZŤS Košice                    |
| 1. slovenská národní fotbalová liga 1987/88 | 28     | 0    | ZŤS Košice                    |
| 1. slovenská národní fotbalová liga 1988/89 | 30     | 0    | ZŤS Košice                    |
| 1. slovenská fotbalová liga 1993/94         | 14     | 0    | 1. FC Košice                  |
| CELKEM 1. LIGA                              | 32     | 0    |                               |